# 适中乡
适中乡，是中华人民共和国云南省楚雄彝族自治州姚安县下辖的一个乡镇级行政单位。

## 行政区划
适中乡下辖以下地区：
适中村、三木村、月明村和菖河村。